# Jaba Dvali
Jaba Dvali (in georgiano ჯაბა დვალი?; Tbilisi, 8 febbraio 1985) è un ex calciatore georgiano, di ruolo attaccante.

## Caratteristiche tecniche
È una punta centrale.

## Carriera

### Club
Nelle stagioni 2005-2006 e 2011-2012 è stato capocannoniere del campionato georgiano.

### Nazionale
Nel 2012 ha giocato una partita nella nazionale georgiana.

## Palmarès

### Club
- Campionato georgiano: 3

Dinamo Tbilisi: 2004-2005
Zest'aponi: 2010-2011, 2011-2012
- Supercoppa di Georgia: 1

Zest'aponi: 2011
- Coppa di Georgia: 1

Dinamo Tbilisi: 2013-2014
- Campionato azero: 1

Qarabağ: 2013-2014

### Individuale
- Capocannoniere del campionato georgiano: 2

2005-2006 (21 gol), 2011-2012 (20 gol)